# Hounslow Town (métro de Londres)
Hounslow Town (en anglais : Hornchurch tube station, ou Hornchurch London Underground station), est une station, fermée et disparue, de la ligne District du métro de Londres. Située à l'extrémité est de la Hounslow High Street, au carrefour avec la Kingsley Road, à Hounslow dans le borough londonien de Hounslow, sur le territoire du Grand Londres.
Son emplacement est aujourd'hui occupé par le dépôt de bus de Hounslow.

## Histoire

### Première période (1883-1886)

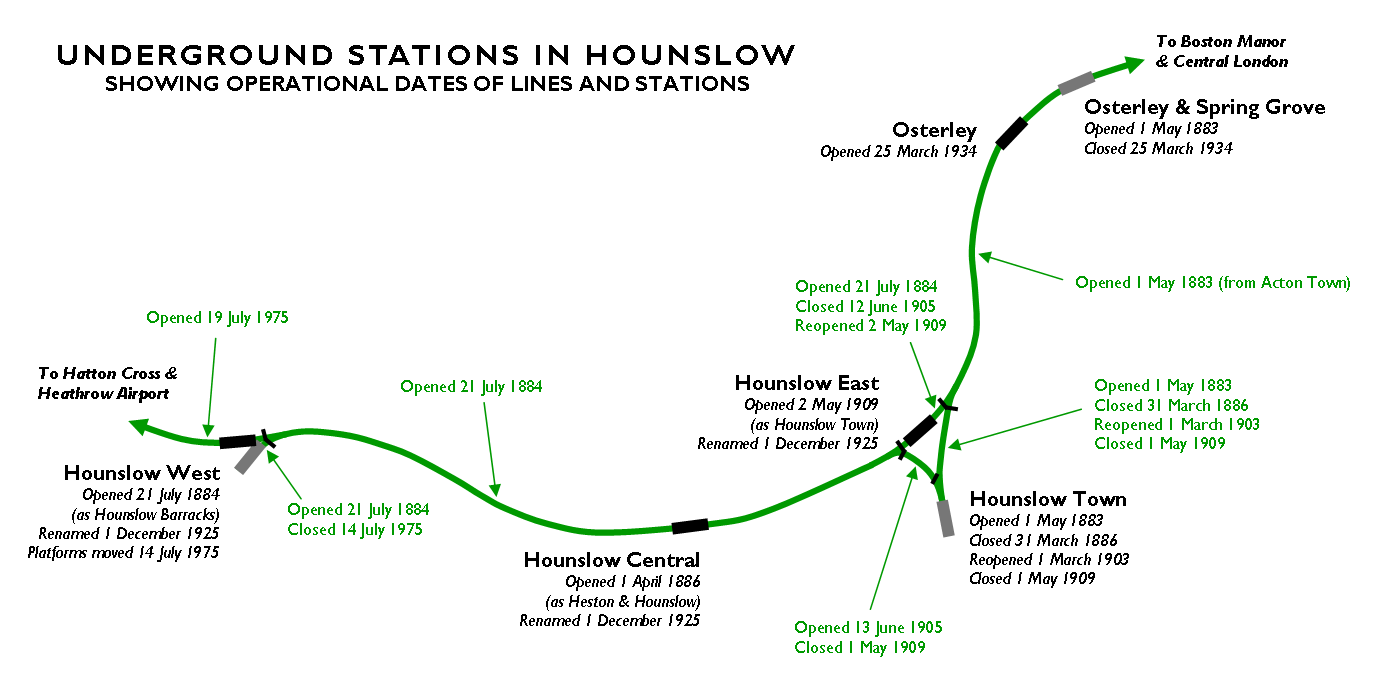
Carte représentant les périodes de service des stations et lignes à Hounslow.

La station de Hounslow Town a été ouverte par le Metropolitan District Railway (MDR, aujourd'hui la District Line) le 1er mai 1883 ; c'était le terminus de la nouvelle extension du MDR depuis Acton Town. La station a été construite en prévision d'un prolongement au sud pour rejoindre les voies du London and South Western Railway (L&SWR) près de la gare de Hounslow. Pour faciliter cela, les voies ont été établies en aérien, pour pouvoir traverser High Street sur un pont. Le L&SWR objectait qu'en se connectant ainsi à ses voies, la nouvelle ligne du MDR vers le centre de Londres concurrencerait sa propre ligne vers la Waterloo et l'extension n'a jamais entreprise.
En 1884, une branche a été construite juste au nord de Hounslow Town vers Hounslow Barracks (aujourd'hui Hounslow West). Cette branche a été établie à voie unique et n'avait à l'origine aucune station intermédiaire entre le terminus et Osterley & Spring Grove (fermée le 25 mars 1934 et remplacée avec la station actuelle d'Osterley).
Après l'échec du prolongement au sud de Hounslow Town, le MDR a reporté son attention sur la nouvelle branche des Barracks et a fermé la station de Hounslow Town le 31 mars 1886 moins de trois ans après son ouverture. Une nouvelle station, Heston & Hounslow (aujourd'hui Hounslow Central), a été ouverte sur la branche de Barracks en replacement, le jour suivant, le 1er avril 1886.

### Seconde période (1903-1909)
En 1903, la station a été rouverte. Les trains étaient divisés à Osterley avec une partie poursuivant vers Hounslow West et l'autre partie vers Hounslow Town, ainsi desservie par une courte navette. L'électrification des voies du MDR a été effectuée entre 1903 dans les chemins de fer et 1905 avec des trains électriques en remplacement des trains à vapeur sur la branche de Hounslow à partir du 13 juin 1905. Quand la branche a été électrifiée, la voie entre Osterley et Hounslow Central a été fermée et un nouveau raccordement a été ouvert à partir de Hounslow Town vers Hounslow Central. Les trains devaient arriver d'Osterley sur Hounslow Town puis rebrousser vers Hounslow West.
Cette méthode d'exploitation n'a pas été une réussite et n'a pas duré. Le 2 mai 1909, la voie entre Hounslow Central et Osterley a été rouverte avec une nouvelle station Hounslow Town (aujourd'hui Hounslow East) située environ 300 mètres à l'ouest de la boucle de l'ancienne station. L'ancienne station Hounslow Town et sa boucle a été fermée pour de bon.

## Services aux voyageurs

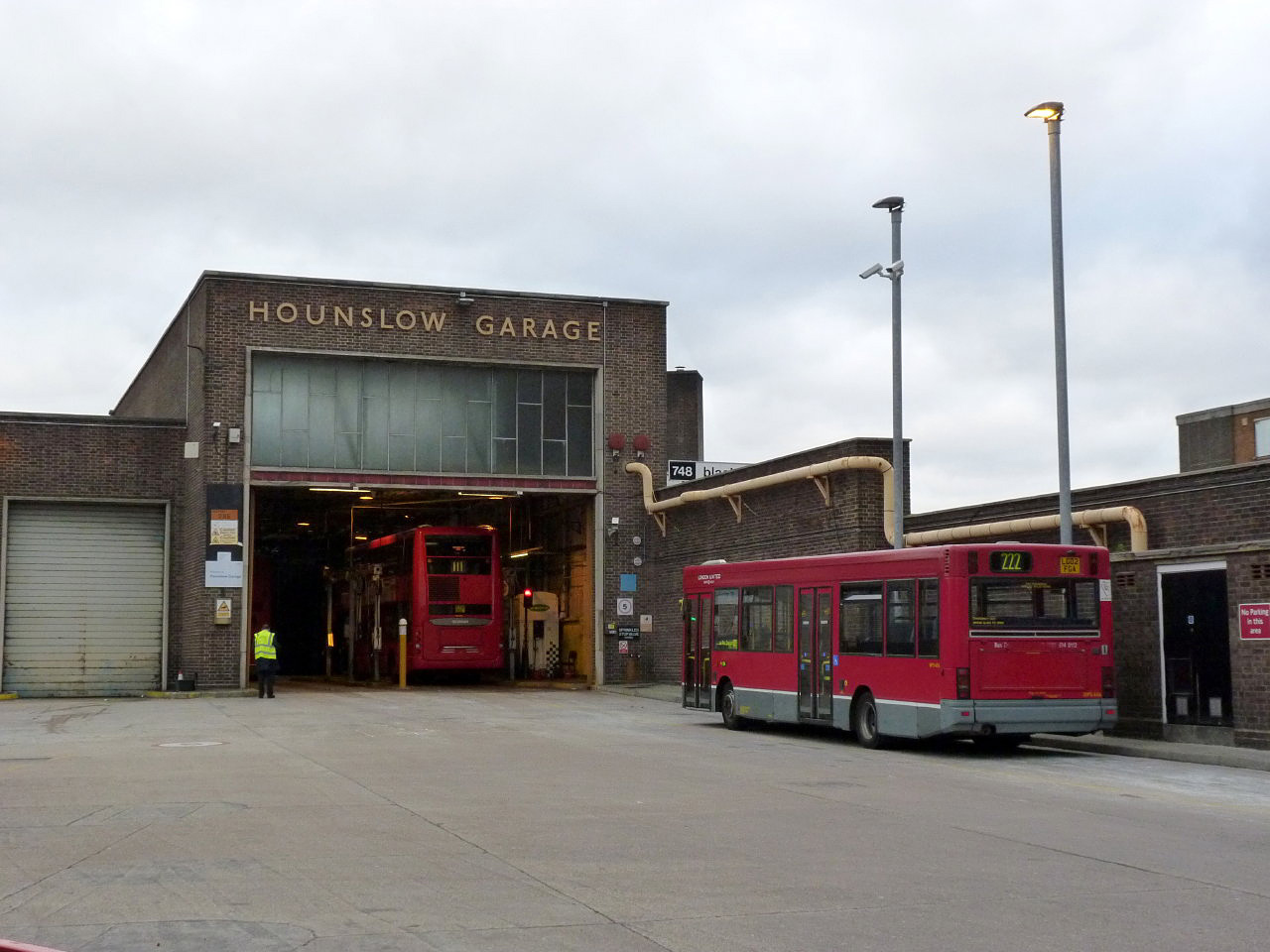
Dépôt de bus de Hounslow, situé sur l'emplacement de l'ancienne station.

Station fermée depuis 1909.

## Patrimoine ferroviaire
Rien ne subsiste de la station Hounslow Town et le site est occupé par le dépôt de bus de Hounslow Bus (exploité par London United Busways). Un panneau devant le dépôt donne un bref historique de la station. Il est prévu que le dépôt lui-même soit largement reconstruit.